# Bruno Landgraf
Bruno Landgraf das Neves (São Paulo, 1 de maio de 1986) é um ex-futebolista brasileiro que atuou como goleiro. Atualmente é um velejador paraolímpico.

## Futebol
Chegou as categorias de base do São Paulo Futebol Clube ainda bem jovem, em 1998, sendo considerado uma das grandes promessas para o futebol brasileiro no futuro. O jovem goleiro foi convocado diversas vezes para as categorias de base da Seleção Brasileira, inclusive participando da conquista da Copa do Mundo de Futebol Sub-17 em 2003. Tudo isso antes mesmo de se tornar profissional, o que aconteceu em 2005, no próprio São Paulo. Neste ano o jogador foi ainda convocado para o Copa do Mundo de Futebol Sub-20.
Em 2006 Bruno era o terceiro goleiro do São Paulo, e muitos já o consideravam o substituto de Rogério Ceni nos anos que viriam a seguir.

### Títulos
Brasil
- Copa do Mundo Sub-17 - 2003
- Campeonato Mundial Sub-20: 2005 (3º colocado)

## Acidente
Em 11 de agosto de 2006 Bruno sofreu um acidente automobilístico enquanto dirigia um veículo na Rodovia Régis Bittencourt, voltando da casa de seus pais em São Lourenço da Serra. Além dele, estavam no carro o quarto goleiro do São Paulo, Weverson Eron Maldonado Saffiotti, e as jogadoras de vôlei do clube Finasa/Osasco Natália Lani Sena Manfrim, Paula Carbonari Gomes do Monte e Clarice Benício Peixoto. O acidente, do qual não se sabe a causa, acabou resultando na morte de Weverson e de Natália, e Bruno acabou tendo um gravíssimo deslocamento na coluna, lhe deixando tetraplégico, acabando precocemente assim com a sua carreira. Bruno passou oito meses internado, sendo que três sem falar, outros três sem comer, além de ouvir dos médicos que só conseguiria mexer os olhos.

## Vela

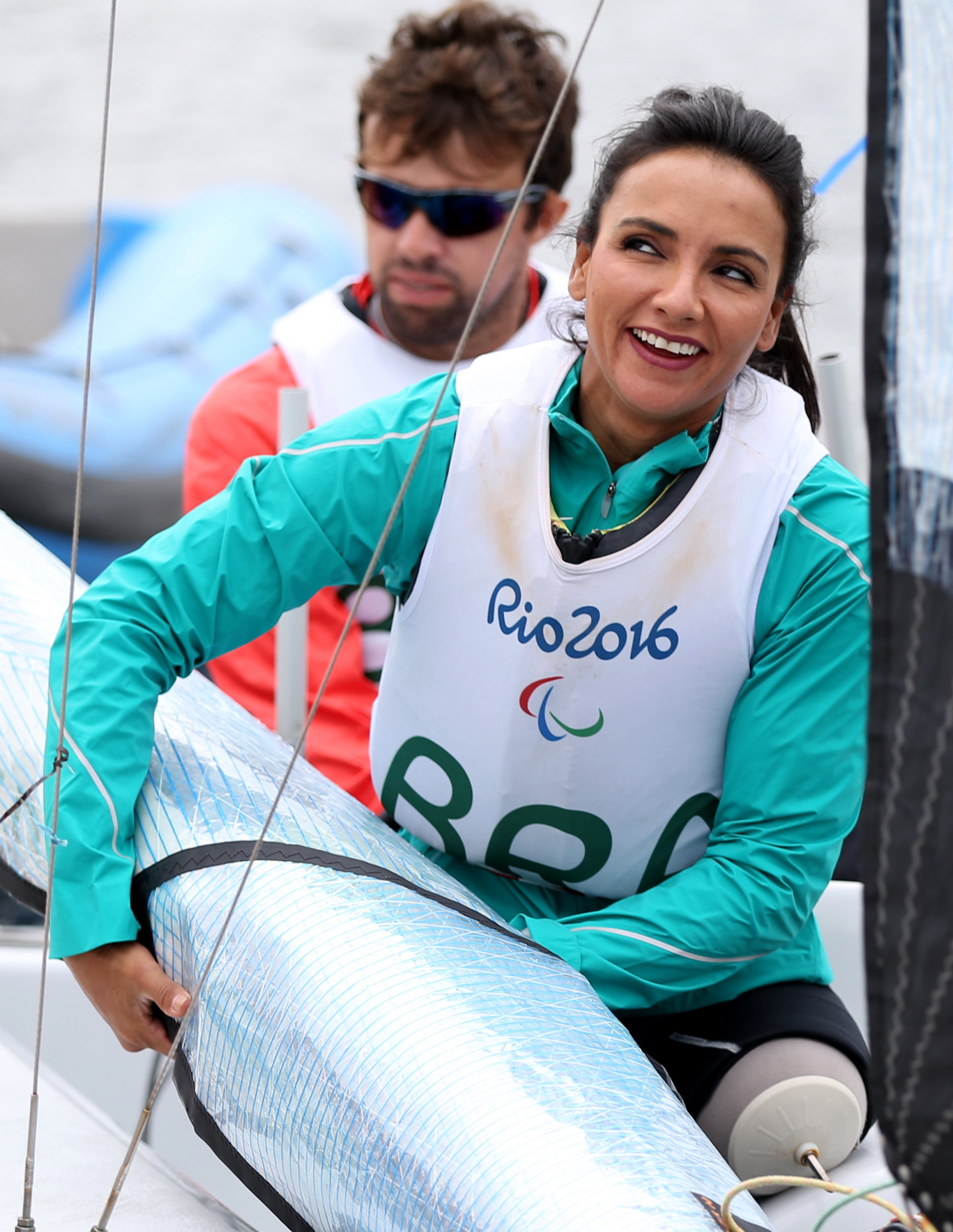
Bastidores da preparação para a competição de Vela, barco de quilha fixa para 3, 2 e 1 pessoa, das Paraolimpíadas Rio 2016, na Marina da Glória

Em 2009, Bruno decidiu mudar para o iatismo, sabendo que era um esporte que dava oportunidades para deficientes. Passou a velejar duas vezes por semana no clube da Associação dos Servidores do Banco Central (ASBAC), localizado na represa de Guarapiranga, Região Metropolitana de São Paulo.
Em julho de 2011, junto de Elaine da Cunha, conquistou no Mundial, que reuniu os melhores velejadores com deficiência do mundo, em Weymouth, na Inglaterra, a inédita vaga para Londres 2012 na classe Skud 18. Ambos terminaram a Paralimpíada em último lugar por só entrar em contato com os barcos da categoria na véspera da competição. Visando representar novamente o Brasil nos Jogos Paralímpicos de Verão de 2016 no Rio de Janeiro, Bruno se mudou para Niterói, onde treinaria com sua nova parceira Marinalva de Almeida. Terminaram os Jogos em oitavo lugar.